# Masma Chicche (distrito)
Masma Chicche é um distrito da província de Jauja, localizado do Departamento de Junín, Peru.

## Transporte
O distrito de Masma Chicche não é servido pelo sistema de estradas terrestres do Peru.